# Samostan Krušedol
Samostan Krušedol (srbsko: Манастир Крушедол, Manastir Krušedol) je srbski pravoslavni samostan na Fruški gori v regiji Srijem, na severu Srbije v Vojvodini. Samostan je dediščina zadnje srbske despotske družine v Srijemu - Branković. Posvečen je oznanjanju blažene device Marije in velja za ''duhovni svetilnik'' Fruške gore in za ''drugo Studenico''.

## Zgodovina
Med letoma 1509 in 1514 sta ga ustanovila beograjsko-sremski metropolit sv. Maksim Branković in njegova mati sveta Angelina Srbska. Osnovna ideja ustanovitve je bila zgraditi mavzolej družine Branković. Na začetku je samostan finančno podprl Neagoe Basarab (poročen s srbsko princeso Milico Despina Vlaško) in veliki ruski princ Vasilij III. Leta 1708 je postal sedež Krušedolske metropolije.

## Galerija
| - Ikonostas - Freska - Samostanski park - Vhod v samostan |